# Enheduana
Enheduana (sumersko 𒂗𒃶𒌌𒀭𒈾,  prečrkovano kot Enheduana, En-hedu-ana ali drugače, je bila najstarejša znana pesnica z dokumentiranim imenom, ki je ustvarjala od okoli 2285–2250  pr. n. št. Bila je visoka svečenica boginje Inane in boga lune Nane (Sin). Živela je v sumerski mestni državi Ur.
Enheduanina dela, ki so zagotovo pripisana njej, vključujejo več osebnih molitev k  Inani in zbirko hvalospevov, znanih kot "Hvalnice sumerskih templjev". Njej se pripisujejo tudi druga besedila. Enheduana se zato šteje za prvo po imenu znano avtorico v svetovni zgodovini.
Bila je prva znana ženska z naslovom EN, ki je imel velik politični pomen in so ga pogosto imele  kraljeve hčere. Naslov ji je podelil njen oče, kralj Sargon Akadski. Njena mati je bila verjetno kraljica Tašlultum. Za vrhovno svečenico je bila imenovana, da bi očetu zagotovila oblast na jugu njegovega kraljestva, kjer je bilo mesto Ur.
Položaj vrhovne svečenice je obdržala tudi med vladavino svojega brata Rimuša, ko se je zapletla v neke politične nemire pa je bila izgnana in nato ponovno imenovana za vrhovno svečenico. Njen izgon iz Ura in vrnitev na prejšnji položaj   je natančno opisan v njeni "Hvanici Inani" ali "Nin-Me-Šar-Ra". Besedilo je sorodno  "Prekletstvu Akada" v katerem Naram-Sina, pod katerim je morda služila tudi Enheduanna, preganja in izganja bog Enlil. Enheduana je tudi po smrti ostala v spominu kot pomembne oseba in morda celo dosegla polbožanski status.

## Ozadje in arheološko odkritje
Leta 1927 je britanski arheolog Leonard Woolley med izkopavanjem v Uru odkril Enheduanin disk iz kalcita. Na disku je bila tudi njena podoba, ki poudarja njen pomen. Woolley je odkril tudi tempeljski kompleks, v katerem je bila pokopana, in odkritje objavil v povzetku svojih "Izkopavanj v Uru". Enheduanin pomen je bil na splošno priznan šele potem, ko je  Adam Falkenstein leta 1958 objavil znanstveni članek "Enhedu'anna, hčerka Sargona Akadskega". Sledila je Hallojeva in Van Dijkova objava  prvih prevodov in razprav leta 1968.

### Arheološki in pisni dokazi
Enheduana je dobro znana iz arheoloških in pisnih virov. Njeno ime je na dveh pečatih iz sargonskega obdobja, ki sta pripadala njenim služabnikom. Odkrita sta bila na kraljevem pokopališču v Uru. V Uru so bili odkriti   tudi disk iz alabastra z njenim imenom ter njen kip in kip svečenice Enanatume. Kipa sta bila iz odkrita v arheološkem sloju Isin-Larsa (okoli  2000–1800 pr. n. št.).
Prepise Enheduaninih del, med njimi tudi take, ki so nastali več sto let po njeni smrti, so odkrili v Nipurju, Uru in morda poleg kraljevih zapisov v Lagašu. Prepisi kažejo, da so bila njena dela zelo cenjena, morda enako kot napisi kraljev.

### Literarno delo
Enheduanna je napisala 42 hvalnic, naslovljenih na templje po Sumeriji in Akadu, vključno z Eridujem, Siparjem in Ešnuno.  Besedila so rekonstruirana s 37 glinastih tablic iz Ura in Nipurja, ki večinoma izvirajo iz obdobja Ur III in Stare Babilonije. Zbirka je splošno znana kot "Hvalnice sumerskih templjev". Tempeljske hvalnice  so bile prva tovrstna zbirka. Enheduana v njih navaja: "Kralj moj, ustvarjeno je nekaj, česar ni ustvaril še nihče". Prepisi hvalnic kažejo, da so bile zelo cenjene in v rabi še dolgo po njeni smrti.
Med njena druga slavna dela spada "Hvalnica Inani" ali "Nin-Me-Sar-Ra", v kateri opisuje svojo osebno predanost boginji in svoj izgon iz Ura. Njene pesnitve so imele pomembno vlogo pri utrjevanju sinkretizma med Inano in akadsko boginjo Ištar.
Enheduanina dela so odprla vprašanje pismenosti žensk v starodavni Mezopotamiji. Znano je, da so razen nje tudi druge žene vladarjev naročale ali morda pisale poezijo, Boginja Nindaba pa je delovala kot pisarka. Gwendolyn Leick ugotavlja, da "opisni epiteti mezopotamskih boginj do neke mere razkrivajo kulturno dojemanja žensk in njihovo vlogo v starodavni družbi".
Večina prevodov Enheduaninih del je dostopna v Electronic Text Corpus of Sumerian Literature.

### Seznam del
- Nin-me-šara, "Hvalnica Inani", 153 vrstic, prevod in objava  Hallo in  van Dijk (1968),[32] za njima Annette Zgoll (1997, nemščina). Prvih 65 vrstic je naslovljenih na Inano in vsebuje seznam njenih  epitet in primerjavo z Anujem, vrhovnim bogom mezopotamskega panteona. V nadaljevanju besedila Enheduana piše v prvi osebi in izraže svoje razočaranje nad izgonom iz templja, Ura in Uruka in prosi Inano za posredovanje. V vrsticah 122-135 recitira Inanine božanske atribute.
- In-nin ša-gur-ra (imenovan po napisu), 274 (nepopolnih) vrstic. Besedilo z 29 fragmentov je objavil Sjöberg (1976).
- In-nin me-huš-a, "Inana and Ebih", prvi prevod Limet (1969).
- Tempeljske hvalnice, uredila Sjöberg and Bergmann (1969): 42 različno dolgih hvalnic, naslovljenih na templje.
- Hvalnica Inani, uredil Westenholz.